# 金沙八景
金沙八景是位於中國江蘇省常州市金壇区的八個著名的風景區。它們分別是：
- 四平夕照：城郊方山的夕照，因方山形狀呈四方形，故稱四平。
- 洮湖夜月
- 乌龙叠翠
- 三峰晓云有大中小三峰，太陽未出時景色最佳。
- 北渚莲舟：城東的北渚有大量蓮花
- 漫塘春水：宋朝文人和政治家刘宰曾居於此。
- 南洲渔笛
- 白龙澄碧